# Halicyclops latus
Halicyclops latus is een eenoogkreeftjessoort uit de familie van de Halicyclopidae. De wetenschappelijke naam van de soort is voor het eerst geldig gepubliceerd in 1964 door Shen & Tai.